# Kronessenz
Kronessenz (deutsche Übersetzung des neulateinischen tinctura coronata/coronæ) ist eine medizinische Kräutertinktur aus dem 18. Jahrhundert.
1796 begann der in Hamburg-Altona lebende Schuster und Quacksalber Johann Peter Menadie mit der Herstellung  der Keisserliche privilegirt Altonatiche W. Kronessents . Mit dieser Aufschrift wurde sie in hellgrünen Glasflaschen, etwa 10 cm hoch, als „Wundermedizin“ verkauft (W steht für Wunder) und weltweit verbreitet.
Die genaue Zusammensetzung des gegen eine Vielzahl von Erkrankungen empfohlenen Mittels ist unbekannt. Nach schwedischen Quellen soll das Rezept seinen Ursprung in dem Elixir amarum Hjaerneri (ad longam vitam) von Urban Hjärne (schwedischer Arzt, 1641–1724) haben. Hjärnes „bitteres Elixier“ war in deutschen Pharmakopoen des 18. Jahrhunderts unter dem Namen Elixir ad vitam longam übernommen worden; es enthielt Kräuter wie Enzian, Zitwerwurzel sowie Theriak.